# Danh sách đĩa nhạc của Destiny's Child
Danh sách đĩa nhạc của nhóm nhạc R&B người Mỹ Destiny's Child bao gồm 4 album phòng thu, một album tuyển tập, một album ngày lễ, một album phối lại, một đĩa mở rộng, 90 đĩa đơn và 3 tuyển tập video.
Destiny's Child đã phát hành album đầu tay được lấy tên của nhóm vào ngày 17 tháng 2 năm 1998, album leo lên vị trí 67 trên bảng xếp hạng Billboard 200 tại Mỹ. Sau đó, album đã giúp nhóm nhận được một chứng nhận đĩa Bạch kim tại Mỹ bởi hiệp hội Recording Industry Association of America (RIAA). Đĩa đơn dẫn đầu, "No, No, No", vươn lên vị trí thứ ba trên bảng xếp hạng Billboard Hot 100 và đồng thời cũng nhận được chứng nhận đĩa Bạch kim bởi hiệp hội RIAA. Dù vậy hai đĩa đơn kế tiếp của album, "With Me Part 1" và "Get on the Bus" không nhận được nhiều thành công như ca khúc "No, No, No". Sau thành công của album đầu tay, Destiny's Child tiếp tục phát hành album phòng thu thứ hai mang tên The Writing's on the Wall vào tháng 7 năm 1999, trở thành album thành công nhất trong sự nghiệp của nhóm khi nằm tại vị trí thứ 5 trên bảng xếp hạng Billboard 200. Ca khúc "Bills, Bills, Bills" sau đó được phát hành với tư cách là đĩa đơn dẫn đầu của album, giành lấy vị trí đầu bảng trên Billboard Hot 100 và trở thành đĩa đơn quán quân đầu tiên trong sự nghiệp của nhóm tại Mỹ. Đĩa đơn thứ ba, "Say My Name", đồng thời cũng đứng đầu bảng xếp hạng Billboard Hot 100 ba tuần liên tiếp. Album sau đó đã tiêu thụ được tổng cộng 8 triệu bản tại Mỹ và nhận được 5 lần chứng nhận Bạch kim bởi hiệp hội RIAA. Đĩa đơn thứ tư của album, "Jumpin' Jumpin'", đồng thời cũng xuất hiện trong top 10 của bảng xếp hạng. Destiny's Child sau đó đã tiếp tục thu âm ca khúc nhạc phim cho Những thiên thần của Charlie và được phát hành dưới dạng đĩa đơn tại Mỹ vào tháng 10 năm 2000, ca khúc "Independent Women Part 1" đã leo lên đứng đầu 11 tuần liền trên bảng xếp hạng Billboard Hot 100 và trở thành đĩa đơn quán quân lâu nhất tại Mỹ năm ấy.
Album phòng thu thứ ba của Destiny's Child, Survivor, đã được phát hành vào mùa Xuân năm 2001 và xuất hiện trên bảng xếp hạng Billboard 200 tại vị trí quán quân. Album gồm hai đĩa đơn thành công là "Bootylicious", leo lên dẫn đầu tại Mỹ cùng ca khúc chủ đề "Survivor", vươn lên vị trí á quân cũng như gặt hái nhiều thành công ở các quốc gia khác. Album đã được chứng nhận 4 lần đĩa Bạch kim tại Mỹ và 2 lần đĩa Bạch kim tại Úc. Vào tháng 10 năm 2001, nhóm đã phát hành một album ngày lễ mang tên 8 Days of Christmas, gồm những bản phối Giáng sinh hiện đại trích từ những ca khúc truyền thống đồng thời kèm theo một vài bài hát mới, nằm tại vị trí 44 trên bảng xếp hạng Billboard 200. Tháng 2 năm 2001, Destiny's Child đã giành được hai Giải Grammy cho ca khúc "Say My Name" cùng hạng mục Trình diễn Song ca hay Nhóm nhạc R&B Xuất sắc nhất và Bài hát R&B Xuất sắc nhất. Vào tháng 3 năm 2002, một album phối lại với tựa đề This Is the Remix đã được phát hành để người hâm mộ có thể chờ đợi album phòng thu sắp phát hành của nhóm.
Sau khi tạm ngưng hoạt động để mỗi thành viên có thể thực hiện dự án solo của mình, họ đã trở lại để thu âm album phòng thu thứ tư và cuối cùng của nhóm, Destiny Fulfilled vào tháng 12 năm 2004. Album đã vươn lên vị trí á quân tại Mỹ và được chứng nhận 3 lần đĩa Bạch kim. 4 đĩa đơn của album đã được phát hành gồm: "Lose My Breath", "Soldier", "Cater 2 U" và "Girl"; trong đó, hai đĩa đơn đầu của album cùng nằm tại vị trí thứ ba tại Mỹ. Ngày 11 tháng 6 năm 2005, trong khuôn khổ thực hiện tour lưu diễn thế giới Destiny Fulfilled... and Lovin' It Tour tại Barcelona, Tây Ban Nha, nhóm đã thông báo rằng họ sẽ tan rã để theo đuổi con đường trình diễn solo như nguyện vọng của mỗi thành viên và tuyên bố rằng tên gọi Destiny Fulfilled (tạm dịch: Số phận Hoàn tất) không phải là sự trùng hợp ngẫu nhiên. Nhóm sau đó đã phát hành một album tuyển tập những ca khúc thành công nhất của mình với tựa, #1's, vào tháng 10 năm 2005 cùng 3 ca khúc mới; trong đó có "Stand Up For Love" và "Check on It", ca khúc nhạc phim của The Pink Panther được trình bày bởi thành viên của nhóm, Beyoncé Knowles. Album đã giành vị trí đầu bảng tại Mỹ và chỉ phát hành một đĩa đơn duy nhất, "Stand Up For Love", trở thành bài hát chủ đề của Ngày Quốc tế Thiếu nhi năm 2005 cũng như trở thành đĩa đơn cuối cùng của Destiny's Child.
Destiny's Child đã bán được tổng cộng 17.5 triệu album tại Mỹ và được tạp chí Billboard liệt kê vào danh sách Bộ ba âm nhạc nữ vĩ đại nhất mọi thời đại kèm theo danh sách Nghệ sĩ của bảng xếp hạng Hot 100 mọi thời đại vào năm 2008.

## Album
Chú thích
- Bạch kim Chứng nhận album đạt đĩa Bạch kim
- Vàng Chứng nhận album đạt đĩa Vàng

### Album phòng thu
| Năm  | Chi tiết album | Vị trí cao nhất | Vị trí cao nhất | Vị trí cao nhất | Vị trí cao nhất | Vị trí cao nhất | Vị trí cao nhất | Vị trí cao nhất | Vị trí cao nhất | Vị trí cao nhất | Vị trí cao nhất | Chứng nhận (dựa trên doanh số đĩa)                                                                  | Tiêu thụ        |
| Năm  | Chi tiết album | Mỹ              | Úc              | Canadaada       | Pháp            | Đức             | Ireland         | Hà Lan          | New Zealand     | Thụy Sĩ         | Anh             | Chứng nhận (dựa trên doanh số đĩa)                                                                  | Tiêu thụ        |
| ---- | --- | --------------- | --------------- | --------------- | --------------- | --------------- | --------------- | --------------- | --------------- | --------------- | --------------- | --------------------------------------------------------------------------------------------------- | --------------- |
| 1998 | Destiny's Child - Phát hành: 17 tháng 2 năm 1998 - Hãng đĩa: Columbia Records (#CK-67728) - Định dạng: CD, Cassette | 67              | —               | 33              | —               | —               | —               | 30              | —               | —               | 45              | - Mỹ: Bạch kim - Canada: 2× Bạch kim                                                                | - Mỹ: 831,000   |
| 1999 | The Writing's on the Wall - Phát hành: 27 tháng 7 năm 1999 - Hãng đĩa: Columbia Records - Định dạng: CD, Cassette   | 5               | 2               | 5               | 32              | 21              | 3               | 3               | 6               | 23              | 10              | - Mỹ: 8× Bạch kim - Úc: 3× Bạch kim - Canada: 5× Bạch kim - Anh: 3× Bạch kim - Châu Âu: 2× Bạch kim | - Mỹ: 6,300,000 |
| 2001 | Survivor - Phát hành: 1 tháng 5 năm 2001 - Hãng đĩa: Columbia Records - Định dạng: CD, Cassette                     | 1               | 4               | 1               | 4               | 1               | 1               | 1               | 5               | 1               | 1               | - Mỹ: 4× Bạch kim - Úc: 2× Bạch kim - Canada: 4× Bạch kim - Anh: 3× Bạch kim - Châu Âu: 2× Bạch kim | - Mỹ: 4,300,000 |
| 2001 | 8 Days of Christmas - Phát hành: 29 tháng 10 năm 2001 - Hãng đĩa: Columbia Records - Định dạng: CD, Cassette        | 34              | —               | 34              | 134             | 80              | —               | 24              | —               | —               | 117             | - Mỹ: Vàng                                                                                          |                 |
| 2004 | Destiny Fulfilled - Phát hành: 15 tháng 11 năm 2004 - Hãng đĩa: Columbia Records - Định dạng: CD, tải kỹ thuật số   | 2               | 11              | 3               | 9               | 3               | 5               | 4               | 21              | 3               | 5               | - Mỹ: 3× Bạch kim - Úc: Bạch kim - Canada: Bạch kim - Anh: Bạch kim - Châu Âu: Bạch kim             | - Mỹ: 3,100,000 |

### Album tuyển tập
| Năm  | Chi tiết album                                                                                       | Vị trí cao nhất | Vị trí cao nhất | Vị trí cao nhất | Vị trí cao nhất | Vị trí cao nhất | Vị trí cao nhất | Vị trí cao nhất | Vị trí cao nhất | Vị trí cao nhất | Chứng nhận                                       |
| Năm  | Chi tiết album                                                                                       | Mỹ              | Úc              | Pháp            | Đức             | Ireland         | Hà Lan          | New Zealand     | Thụy Sĩ         | Anh             | Chứng nhận                                       |
| ---- | --- | --------------- | --------------- | --------------- | --------------- | --------------- | --------------- | --------------- | --------------- | --------------- | ------------------------------------------------ |
| 2005 | #1's - Phát hành: 25 tháng 10 năm 2005 - Hãng đĩa: Columbia Records - Định dạng: CD, tải kỹ thuật số | 1               | 10              | 189             | 27              | 8               | 31              | 3               | 8               | 6               | - Mỹ: Bạch kim - Úc: Bạch kim - Canada: Bạch kim |

### Album phối lại
| Năm  | Chi tiết album                                                                                              | Vị trí cao nhất | Vị trí cao nhất | Vị trí cao nhất | Vị trí cao nhất | Vị trí cao nhất | Vị trí cao nhất | Vị trí cao nhất | Vị trí cao nhất | Vị trí cao nhất |
| Năm  | Chi tiết album                                                                                              | Mỹ              | Úc              | Pháp            | Đức             | Ireland         | Hà Lan          | New Zealand     | Thụy Sĩ         | Anh             |
| ---- | --- | --------------- | --------------- | --------------- | --------------- | --------------- | --------------- | --------------- | --------------- | --------------- |
| 2000 | Single Remix Tracks - Phát hành: 1 tháng 11 năm 2000 - Hãng đĩa: Sony Music Japan - Định dạng: CD, Cassette | —               | —               | —               | —               | —               | —               | —               | —               | —               |
| 2002 | This Is the Remix - Phát hành: 12 tháng 3 năm 2002 - Hãng đĩa: Columbia Records - Định dạng: CD, Cassette   | 29              | 43              | 54              | 43              | 59              | 27              | 8               | 43              | 25              |

### Đĩa mở rộng
| Năm  | Chi tiết album                                                                                        | Ghi chú |
| ---- | --- | --- |
| 2001 | Love: Destiny - Phát hành: 31 tháng 8 năm 2001 - Hãng đĩa: Columbia Records - Định dạng: CD, Cassette | - Phát hành độc quyền tại Target. - Gồm những ca khúc chưa được phát hành và những bản phối lại trích từ các ca khúc trong The Writing's on the Wall và Survivor. |

## Đĩa đơn
| Năm  | Đĩa đơn                                | Vị trí cao nhất | Vị trí cao nhất | Vị trí cao nhất | Vị trí cao nhất | Vị trí cao nhất | Vị trí cao nhất | Vị trí cao nhất | Vị trí cao nhất | Vị trí cao nhất | Vị trí cao nhất | Vị trí cao nhất | Chứng nhận                           | Album                                         |
| Năm  | Đĩa đơn                                | Mỹ              | R&B Mỹ          | Úc              | Canada          | Pháp            | Đức             | Ireland         | Hà Lan          | New Zealand     | Thụy Sĩ         | Anh             | Chứng nhận                           | Album                                         |
| ---- | -------------------------------------- | --------------- | --------------- | --------------- | --------------- | --------------- | --------------- | --------------- | --------------- | --------------- | --------------- | --------------- | ------------------------------------ | --------------------------------------------- |
| 1997 | "No, No, No Part 2" (cùng Wyclef Jean) | 3               | 1               | —               | 7               | 88              | 17              | —               | 3               | 16              | 13              | 5               | - Mỹ: Bạch kim                       | Destiny's Child                               |
| 1998 | "With Me" (cùng Jermaine Dupri)        | —               | —               | —               | —               | —               | —               | —               | —               | —               | —               | 19              |                                      | Destiny's Child                               |
| 1998 | "Get on the Bus" (cùng Timbaland)      | —               | 63              | —               | —               | —               | 60              | —               | 15              | —               | —               | 15              |                                      | Album nhạc phim của Why Do Fools Fall in Love |
| 1999 | "Bills, Bills, Bills"                  | 1               | 1               | 26              | 7               | 20              | 18              | 17              | 8               | 12              | 28              | 6               | - Mỹ: Vàng                           | The Writing's on the Wall                     |
| 1999 | "Bug a Boo"                            | 33              | 15              | 26              | —               | 57              | 20              | —               | 4               | —               | 60              | 9               |                                      | The Writing's on the Wall                     |
| 2000 | "Say My Name"                          | 1               | 1               | 1               | 4               | 10              | 14              | 15              | 4               | 4               | 20              | 3               | - Mỹ: Vàng - Úc: 2× Bạch kim         | The Writing's on the Wall                     |
| 2000 | "Jumpin', Jumpin'"                     | 3               | 8               | 2               | 8               | 41              | 31              | 18              | 5               | 6               | 44              | 5               | - Úc: Bạch kim                       | The Writing's on the Wall                     |
| 2000 | "Independent Women Part I"             | 1               | 1               | 3               | 3               | 19              | 10              | 2               | 2               | 1               | 2               | 1               | - Úc: 2× Bạch kim - Anh: Vàng        | Album nhạc phim của Charlie's Angels          |
| 2001 | "Survivor"                             | 2               | 6               | 7               | 2               | 12              | 8               | 1               | 2               | 3               | 5               | 1               | - Mỹ: Vàng - Úc: Bạch kim - Anh: Bạc | Survivor                                      |
| 2001 | "Bootylicious"                         | 1               | 2               | 4               | 4               | 14              | 16              | 5               | 3               | 4               | 11              | 2               | - Úc: Bạch kim                       | Survivor                                      |
| 2001 | "Emotion"                              | 10              | 28              | 17              | 11              | 61              | 21              | 9               | 7               | 2               | 21              | 3               | - Úc: Vàng                           | Survivor                                      |
| 2002 | "Nasty Girl"                           | —               | —               | 10              | —               | —               | 36              | 34              | 23              | 46              | 22              | 111             | - Úc: Vàng                           | Survivor                                      |
| 2004 | "Lose My Breath"                       | 3               | 10              | 3               | —               | 8               | 3               | 1               | 4               | 4               | 1               | 2               | - Mỹ: Vàng - Úc: Bạch kim            | Destiny Fulfilled                             |
| 2004 | "Soldier" (cùng T.I. và Lil Wayne)     | 3               | 3               | 3               | —               | 28              | 11              | 6               | 10              | 4               | 10              | 4               | - Mỹ: Bạch kim - Úc: Vàng            | Destiny Fulfilled                             |
| 2005 | "Girl"                                 | 23              | 10              | 5               | —               | —               | 38              | 8               | 11              | 6               | 26              | 6               | - Mỹ: Vàng - Úc: Vàng                | Destiny Fulfilled                             |
| 2005 | "Cater 2 U"                            | 14              | 3               | 15              | 32              | 9               | —               | 2               | 41              | 7               | 18              | —               | - Mỹ: Bạch kim                       | Destiny Fulfilled                             |
| 2005 | "Stand Up for Love"                    | —               | —               | —               | —               | —               | —               | —               | —               | —               | —               | —               |                                      | #1's                                          |

### Đĩa đơn hợp tác
| Năm  | Đĩa đơn                                                                         | Vị trí cao nhất | Vị trí cao nhất | Vị trí cao nhất | Album               |
| Năm  | Đĩa đơn                                                                         | Mỹ              | R&B Mỹ          | Anh             | Album               |
| ---- | ------------------------------------------------------------------------------- | --------------- | --------------- | --------------- | ------------------- |
| 1997 | "Can't Stop" (Lil' O cùng Destiny's Child)                                      | —               | 87              | —               | Blood Money         |
| 1998 | "Just Be Straight with Me" (Silkk the Shocker cùng Destiny's Child và Master P) | 57              | 36              | —               | Charge It 2 da Game |
| 1998 | "She's Gone" (Matthew Marsden cùng Destiny's Child)                             | —               | —               | 24              | Say Who             |
| 1999 | "Thug Love" (50 Cent cùng Destiny's Child)                                      | —               | —               | —               | Power of the Dollar |

### Đĩa đơn quảng bá
| Năm  | Đĩa đơn                          | Album               |
| ---- | -------------------------------- | ------------------- |
| 2001 | "8 Days of Christmas"            | 8 Days of Christmas |
| 2001 | "Rudolph the Red-Nosed Reindeer" | 8 Days of Christmas |

## Những xuất hiện khác
| Năm  | Bài hát                                                             | Album               |
| ---- | ------------------------------------------------------------------- | ------------------- |
| 1997 | "Can't Stop" (Lil' O cùng Destiny's Child)                          | Blood Money         |
| 1998 | "Just Be Straight with Me" (Silkk Tha Shocker cùng Destiny's Child) | Charge It 2 da Game |
| 1998 | "She’s Gone" (Matthew Marsden cùng Destiny's Child)                 | Say Who             |
| 1999 | "Woman in Me" (Jessica Simpson cùng Destiny's Child)                | Sweet Kisses        |
| 1999 | "Thug Love" (50 Cent cùng Destiny's Child)                          | Power of the Dollar |
| 2000 | "Good to Me" (Mary Mary cùng Destiny's Child)                       | Thankful            |
| 2000 | "Do It Again" (Cam'ron cùng Jim Jones & Destiny's Child)            | S.D.E.              |

## Nhạc phim
| Năm  | Bài hát                                                   | Album                                         |
| ---- | --------------------------------------------------------- | --------------------------------------------- |
| 1998 | "Get on the Bus" (Destiny's Child cùng Timbaland)         | Album nhạc phim của Why Do Fools Fall in Love |
| 1998 | "Once a Fool" (Destiny's Child cùng William Floyd)        | Album nhạc của NFL James '98                  |
| 1999 | "Stimulate Me" (Destiny's Child cùng Mocha)               | Album nhạc phim của Life                      |
| 1999 | "No More Rainy Days"                                      | Album nhạc phim của The PJs                   |
| 2000 | "Big Momma's Theme" (Da Brat cùng Destiny's Child & Vita) | Album nhạc phim của Big Momma's House         |
| 2000 | "Independent Women"                                       | Album nhạc phim của Charlie's Angels          |
| 2000 | "Dot"                                                     | Album nhạc phim của Charlie's Angels          |
| 2004 | "I Know"                                                  | Album nhạc phim của The Fighting Temptations  |

## Album video
| Năm  | Chi tiết album                   | Certification     |
| ---- | -------------------------------- | ----------------- |
| 2001 | The Platinum's on the Wall       | - Mỹ: Bạch kim    |
| 2003 | Destiny's Child World Tour       | - Mỹ: 2x Bạch kim |
| 2006 | Destiny's Child: Live in Atlanta | - Mỹ: 2x Bạch kim |

## Video âm nhạc
| Năm  | Video                                                                             | Đạo diễn                             |
| ---- | --------------------------------------------------------------------------------- | ------------------------------------ |
| 1997 | "No, No, No" [Part II] (cùng Wyclef Jean)                                         | Darren Grant                         |
| 1998 | "No, No, No" [Part I]                                                             | Darren Grant                         |
| 1998 | "With Me" [Part I] (cùng Jermaine Dupri)                                          | Darren Grant                         |
| 1998 | "Get on the Bus" (cùng Timbaland)                                                 | Earle Sebastian                      |
| 1999 | "Bills, Bills, Bills"                                                             | Darren Grant                         |
| 1999 | "Bug a Boo"                                                                       | Darren Grant                         |
| 1999 | "Bug a Boo" [Refugee Camp Remix] (cùng Wyclef Jean)                               | Darren Grant                         |
| 2000 | "Say My Name"                                                                     | Joseph Kahn                          |
| 2000 | "Jumpin', Jumpin'"                                                                | Joseph Kahn                          |
| 2000 | "Jumpin', Jumpin'" [So So Def Remix] (cùng Jermaine Dupri, Da Brat & Lil Bow Wow) | Joseph Kahn                          |
| 2000 | "Independent Women" [Part I]                                                      | Francis Lawrence                     |
| 2001 | "Survivor"                                                                        | Darren Grant                         |
| 2001 | "Survivor" [Remix] (cùng Da Brat)                                                 | Darren Grant                         |
| 2001 | "Bootylicious"                                                                    | Matthew Rolston                      |
| 2001 | "Bootylicious" [Rockwilder Remix] (cùng Missy Elliott)                            | Little X                             |
| 2001 | "Emotion"                                                                         | Phápncis Lawrence                    |
| 2001 | "8 Days of Christmas"                                                             | Sanaa Hamri                          |
| 2002 | "Nasty Girl"                                                                      | Sanaa Hamri                          |
| 2004 | "Lose My Breath"                                                                  | Marc Klasfeld (với tên Alan Smithee) |
| 2004 | "Soldier" (cùng T.I. & Lil Wayne)                                                 | Ray Kay                              |
| 2004 | "Rudolph the Red-Nosed Reindeer"                                                  | Jesse Rosensweet                     |
| 2005 | "Girl"                                                                            | Bryan Barber                         |
| 2005 | "Cater 2 U"                                                                       | Jake Nava                            |
| 2005 | "Stand up for Love" (Bài hát chủ đề cho Ngày Quốc tế Thiếu nhi 2005)              | Matthew Rolston                      |

Những video khác
| Năm  | Video                                                               | Album               |
| ---- | ------------------------------------------------------------------- | ------------------- |
| 1997 | "Can't Stop" (Lil' O cùng Destiny's Child)                          | Blood Money         |
| 1998 | "Just Be Straight with Me" (Silkk Tha Shocker cùng Destiny's Child) | Charge It 2 da Game |
| 1998 | "She's Gone" (Matthew Marsden cùng Destiny's Child)                 | Say Who             |